# Прусская академия наук
Королевская Прусская академия наук (нем. Königlich-Preußische Akademie der Wissenschaften), — академия, учреждённая в Берлине 11 июля 1700 года и просуществовавшая до 1945 года. 
На её базе в 1946 году была открыта Академия наук ГДР. В настоящее время преемницей научных традиций Прусской академии наук считается основанная в 1992 году Берлин-Бранденбургская академия наук.

## История
Указ о создании академии подписал бранденбургский курфюрст Фридрих I, организация её проходила при активном участии Готфрида Лейбница, который и стал её первым президентом. В момент основания академия получила название Курфюршеское Бранденбургское научное общество (нем. Kurfürstlich Brandenburgische Societät der Wissenschaften), предложенное Лейбницем. Курфюрст отказался финансировать деятельность академии, но взамен предоставил ей монопольное право на издание календарей в Бранденбурге.
В 1701 году император пожаловал Фридриху I титул короля Пруссии, и академия была переименована в Королевское Прусское научное общество (нем. Königlich Preußische Sozietät der Wissenschaften). Общество получило для научных исследований обсерваторию (1709), анатомический театр (1717), ботанический сад (1718). В 1710 году был принят устав. Научная репутация общества долгое время была низкой, частично из-за скудного финансирования.

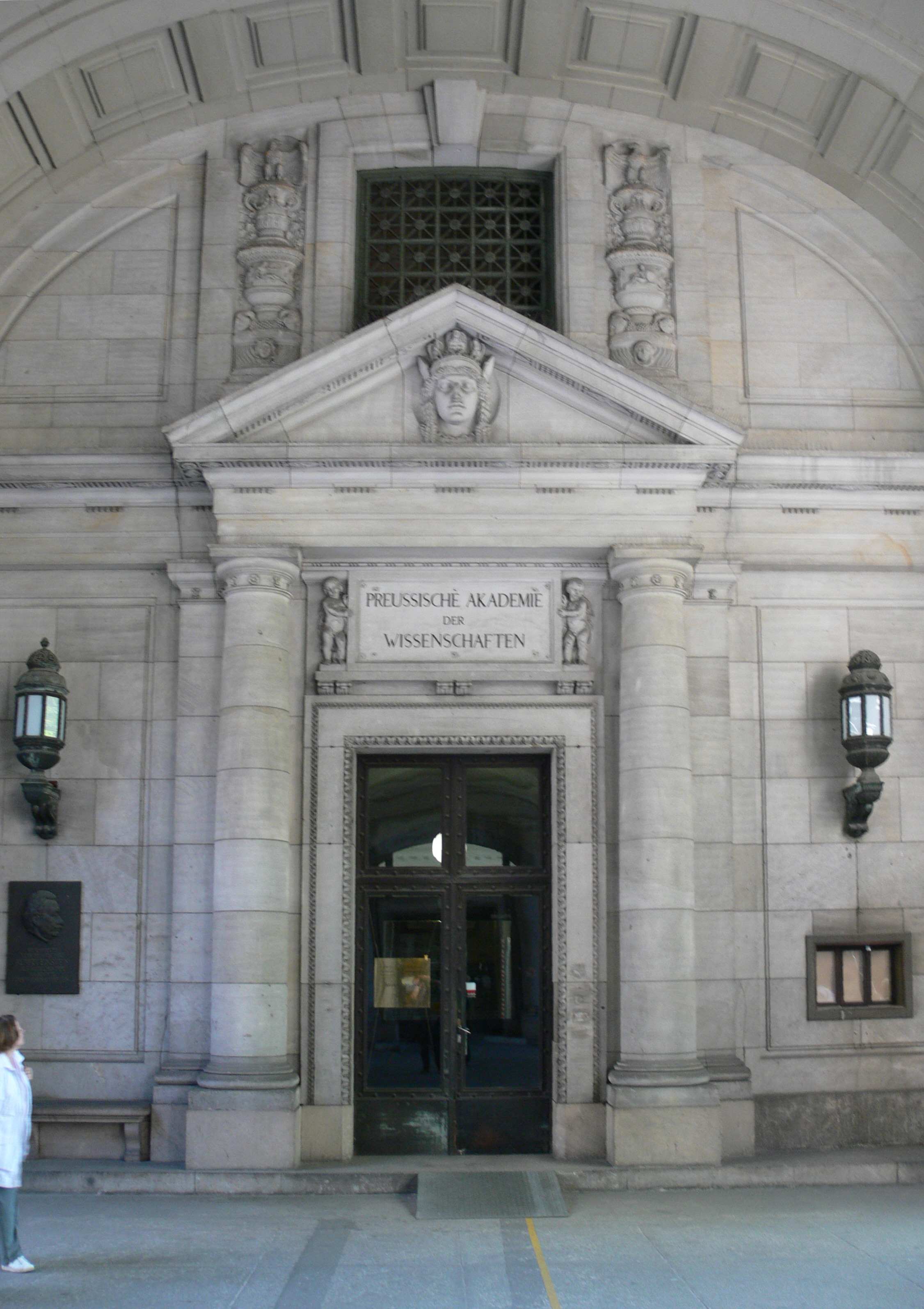
Вход в здание Берлинской государственной библиотеки на Унтер-ден-Линден

В 1744 году, уже в правление Фридриха II, название было изменено на Королевская академия наук (нем. Königliche Akademie der Wissenschaften). Финансирование академии было значительно улучшено, она была расширена и обеспечена лабораторией (1753), для участия и руководства академией были приглашены первоклассные учёные. В 1812 году академия была вновь преобразована: принят новый устав, а её деятельность была сосредоточена на разработке долгосрочных научных проектов. В это время Прусская академия окончательно оформляется как авторитетное научное учреждение. В XX веке при нацистах академия подверглась расовой чистке. 

## Значение для дальнейшего развития науки в восточной Германии
После войны, 1 июля 1946 года, советской военной администрацией была учреждена Германская академия наук в Берлине (с 1972 года - Академия наук ГДР), в состав которой вошел ряд членов Прусской академии наук, её имущество и научные проекты. 
После объединения Германии Академия наук ГДР была упразднена. Её имущество и проекты перешли в ведение вновь образованных федеральных земель и ряда научных объединений. 21 мая 1992 года между землями Берлин и Бранденбург был заключен договор об учреждении общей региональной Берлин-Бранденбургской академии наук. Ей были переданы имущество и проекты бывшей Академии наук ГДР, но при этом создание новой академии позиционировалось как восстановление научных традиций Прусской академии наук.